# Tramlijn 3 (Amsterdam)
 Tramlijn 3 is een tramlijn in Amsterdam op de route Frederik Hendrikplantsoen – Bilderdijkstraat – Museumplein – Ceintuurbaan – Flevopark.

## Beknopte geschiedenis

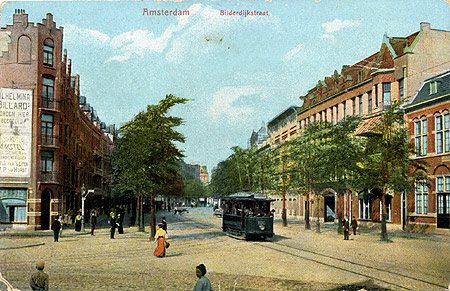
Lijn 3 in de beginjaren in het eerste decennium van de 20e eeuw in de toen nog nieuwe Bilderdijkstraat in Oud-West.

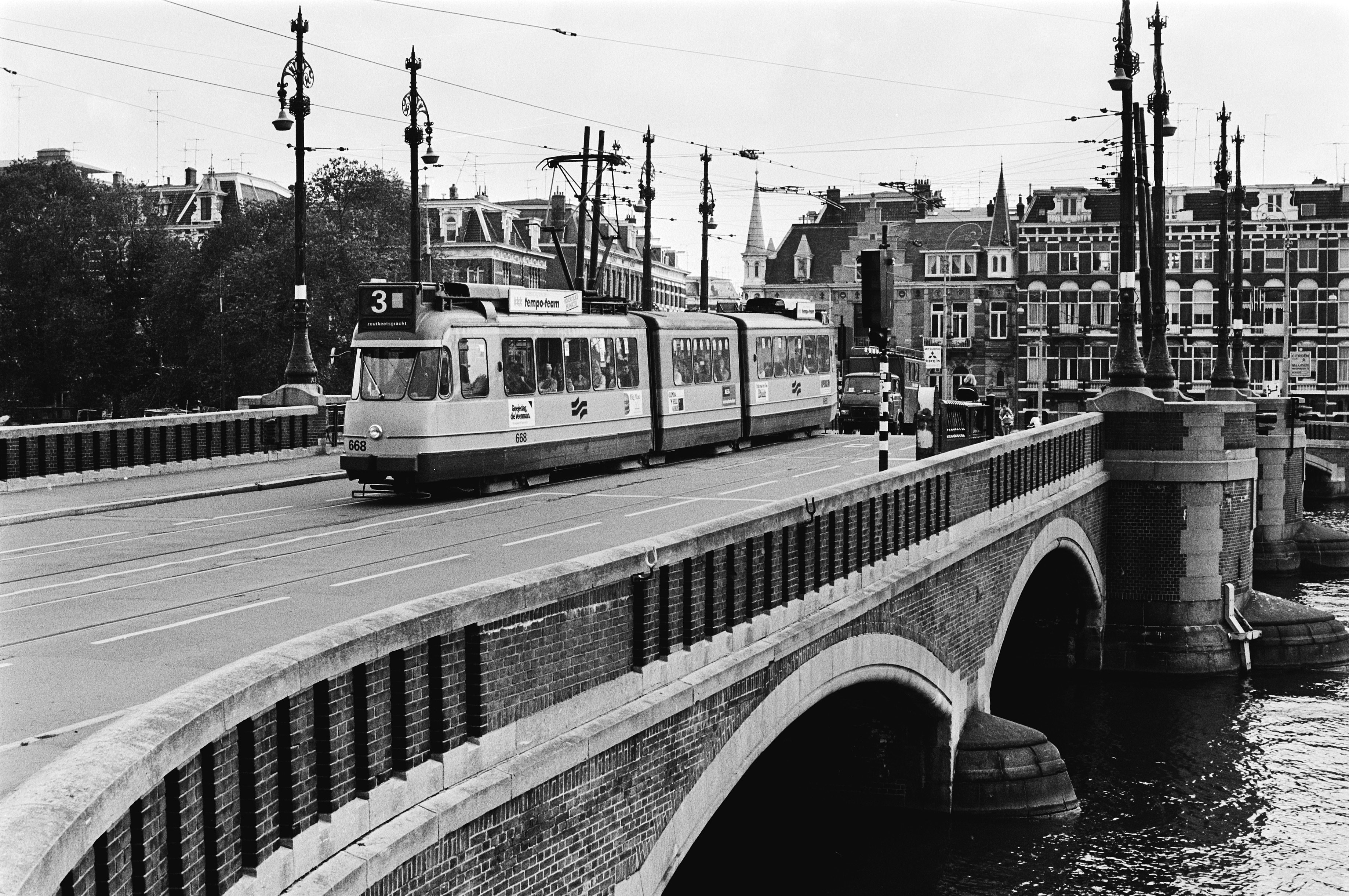
Sinds 1904 rijdt lijn 3 over de Nieuwe Amstelbrug. Een dubbelgelede Amsterdamse tram, de 668 (serie 653-669) op de brug; 1979.

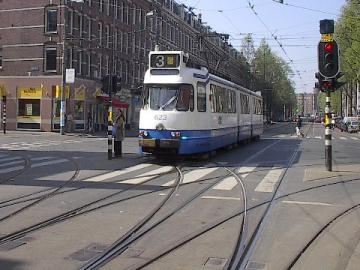
Tramlijn 3 op de Ceintuurbaan met een dubbelgelede Amsterdamse tram, serie 602-724.

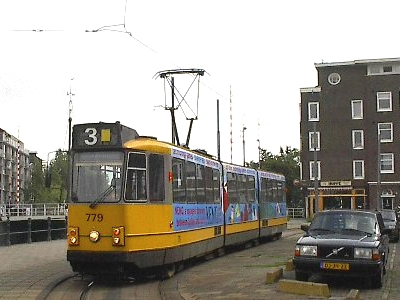
Lijn 3 aan de Korte Zoutkeetsgracht met een gele dubbelgelede Amsterdamse tram, serie 725-779.

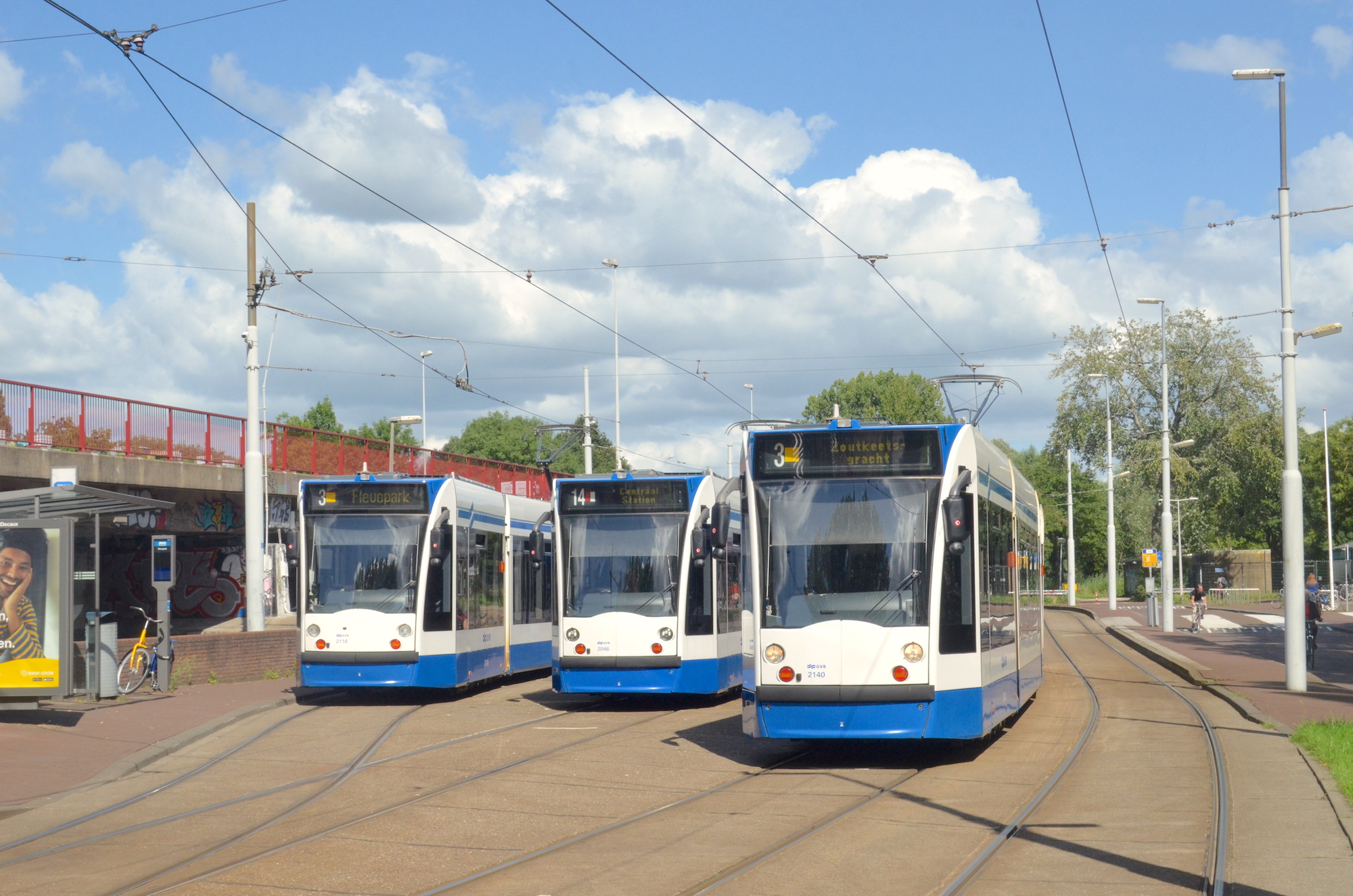
Eindpunt van de tramlijnen 3 en 14 met drie Combino's bij het Flevopark, Amsterdam-Oost; 20 juli 2020.

De Amsterdamse tramlijn 3 werd ingesteld op 25 juni 1902 en had toen de route: Raadhuisstraat – Rozengracht – De Clercqstraat – Bilderdijkstraat – Eerste Constantijn Huygensstraat. In 1903 ging lijn 3 doorrijden naar de Dam.
In 1904 kwam de verlenging tot stand via Overtoom – Stadhouderskade – P.C. Hooftstraat – Van Baerlestraat – Roelof Hartstraat – Ceintuurbaanbrug - Ceintuurbaan – Nieuwe Amstelbrug – Weesperzijde – Sarphatistraat – Weesperplein – Weesperpoortstation.
Ook kwam de verlenging via het Damrak en het Centraal Station naar De Ruijterkade (IJveer). In 1906 werd deze lijn ingekort tot het Stationsplein. Tevens werd de lijn verlegd via de Nieuwezijds Voorburgwal.
In 1907 ging lijn 3 via Sarphatistraat – Alexanderplein naar de Mauritskade bij de Linnaeusstraat. In 1925 kwam de verlenging tot stand via via Mauritskade – Zeeburgerdijk – Borneostraat naar Javaplein.
In 1929 werd de route naar het Centraal Station verlaten en ging lijn 3 vanaf de Bilderdijkstraat via de in 1927 verlaten sporen in de Frederik Hendrikstraat naar het Frederik Hendrikplantsoen gereden waar een keerlus was aangelegd met de klok mee. 
Aan de oostkant werd lijn 3 in 1940 verlegd vanaf Mauritskade via Linnaeusstraat naar de Eerste Van Swindenstraat.
In 1942 werd deze route verlaten en ging lijn 3 vanaf de Nieuwe Amstelbrug via de Ruyschstraat - Weesperpoortstraat – President Steynplantsoen naar het Krugerplein.
Vanaf 1945 werd niet meer naar het Krugerplein gereden, maar vanaf de Ruysschstraat via 's-Gravesandeplein – Oosterpark – Wijttenbachstraat – Celebesstraat naar het nieuwe Muiderpoortstation.
In 1951 werd de lijn ter compensatie van de na de oorlog niet meer teruggekeerde lijn 23 verlengd via de Marnixstraat en Haarlemmerplein naar de Korte Zoutkeetsgracht.
Op 18 oktober 1958 kwam de verlegging tot stand via de Vondelbrug en werd de route via Hobbemastraat/Stadhouderskade – P.C. Hooftstraat verlaten waardoor de route sterk werd verkort.
In de zomerdienst 1962 werd de lijn tijdelijk ingekort tot het Frederik Hendrikplantsoen (evenals lijn 10) in verband met personeelsgebrek waarbij een tijdelijke buslijn 6 de uiteinden van beide lijnen verbond. In later jaren (onder meer 1985) werd de lijn nog enkele keren ingekort tot dit punt in verband met werkzaamheden aan de Bullebakbrug en het spoorviaduct over de Planciusstraat.
In 1980 werd de verlenging via Insulindeweg naar het Flevopark in gebruik genomen. Tussen 1983 en 1986 werd de lijn langdurig omgeleid over de Hogesluis in verband met de vernieuwing van de Nieuwe Amstelbrug. Ter verkorting van de omleidingsroute werden speciaal in de 's-Gravesandestraat tramsporen aangelegd die ook werden gebruikt door tramlijn 6.
Sinds 1989 is lijn 3 weer ingekort tot zijn oude eindpunt aan het Muiderpoortstation, de route naar Flevopark werd voortaan bediend door lijn 14 en sinds 2004 ook door lijn 7.
In de loop der jaren werden de haltes Bosboom Toussaintstraat, Hobbemakade en Amsteldijk opgeheven. 
Op 22 juli 2018, de dag dat de exploitatie op de Noord/Zuidlijn startte, werd lijn 3 vanaf het Muiderpoortstation verlengd over de vroegere route van lijn 7 naar het Flevopark, net als van 1980 tot 1989.
Vanaf 19 augustus 2020 was, in verband met de vernieuwing van de Bullebak-brug over de Brouwersgracht, de route naar de Zoutkeetsgracht meer dan drie jaar gestremd. Lijn 3 is sindsdien verlegd naar het eindpunt van lijn 5 in de Van Hallstraat bij de Westergasfabriek. Lijn 5 werd verlegd naar een kopeindpunt in de Marnixstraat vlak voor de gestremde brug, waarbij gekeerd werd over een speciaal hiervoor aangelegd tijdelijk overloopwissel. Vanaf 29 augustus 2023 is de brug weer berijdbaar maar vanwege werkzaamheden aan de kademuren van de Houtmankade is de keerlus niet bruikbaar. De  de eindpunten van de lijnen 3 en 5 bleven omgewisseld. 
Op 2 september 2024 werd de lijn door de werkzaamheden aan de Oranje Loper ingekort tot het Frederik Hendrikplantsoen waarbij eerst lijn 19 en daarna lijn 13 het traject naar de van Hallstraat overnam.

## Opheffing
Bij de nieuwe dienstregeling 2026 zal lijn 3 worden opgeheven en op het westelijk traject worden vervangen worden door lijn 12 en op het oostelijk traject door lijn 25.   

## Trivia
Tot 1929 had lijn 3 de bijnaam "Lange lummel" gezien de voor die tijd lange route van het Javaplein naar het Centraal Station.